# Palaniappan Chidambaram
Palaniappan Chidambaram (in tamil ப. சிதம்பரம்; Kanadukathan, 16 settembre 1945) è un politico e avvocato indiano, Ricopre l'incarico di ministro delle finanze dell'India, nel governo presieduto da Manmohan Singh. È membro del Partito del Congresso Indiano guidato da Sonia Gandhi.

## Biografia
Chidambaram è stato eletto per la prima volta a sedere nel parlamento indiano nel 1984. Successivamente ha ricoperto la carica di ministro dell'interno e ministro per il commercio.